# Coffee shop (Nizozemska)
Coffee shop je mjesto (uglavnom u obliku kafića) u kojemu je dopuštna prodaja i raspačavanje marihuane u Nizozemskoj.
U skladu s UN-ovo konvencijom iz 1961. trgovanje i posjedovanje određenih droga je protuzakonito. Prema preporukama specijalne komisije Nizozemska je vlada 1976. donijela odluku za redefiniciju prioritetnih zadataka policije. Zakonska reforma promijenila je odredbe u vezi uprabe lakih droga u Nizozemskoj. Pod određenim okolnostima konzumiranje kanabisa kažnjivio je ali se ne progoni. 
Većina tih kafića mogu se naći u Amsterdamu i Rotterdamu. Cijene marihuane su različite s obzirom na raznovrsnost kanabisa.

## Propisi i zakonske odredbe
AHOJG uvjeti za coffee-shopove:
- A („geen affichering“) znači bez reklama ili oglašavanja: ispred kafića ili u medijima (n. pr. radio, tisak, letci) ili putem promotivnih darova (kao što su upaljači, olovke i drugi predmeti).

- H („geen harddrugs“) znači: zabranjena je prodaja, posjedovanje i potrošnja teških droga.

- O („geen overlast“) znači: nema smetnje ili uznemiravanje susjeda i prolaznika,

.
- J („geen verkoop aan jeugdigen“) znači: nema prodaje osobama mlađim od 18 godina.

- G („geen verkoop van grote hoeveelheden“) znači: Ne velikim količinama, bilo u prodaji za goste (do 5 g po osobi po danu) ili posjedovanje zaliha kafića (max. 500 g).

S vremena na vrijeme posebna vrsta nizozemske policije posjećuje i provjerava rad coffee-shopa.
Od 1. srpnja 2008. u Nizozemskoj je stupio na snagu zakon o zabrani pušenja u svim restoranima, barovima i kafićima. Ovo se odnosi samo na proizvode od duhana a ne i na pušenje čistog kanabisa.

## Gospodarstvo
Coffee-shopove primjerice u Maastrichtu godišnje posjeti oko jedan i pol milijuna turista koji dolaze uglavnom iz Njemačke, Belgije i Francuske. 
Nizozemska ima jednu od najnižih stopa korisnika teških droga.

## Coffee shopovi u drugim državama
- Švicarska: Zbog kontroverzne rupe u zakonu prodaja proizvoda od kanabisa u dijelu se može smatrati kao legalno, ako nisu namijenjeni za ljudsku uporabu. To je dovelo do trgovina, koje je djeluju kao coffee-shop u kojima se proizvodi od kanabisa prodaju kao mirisne vrećice ili dodatak za kupku. To se ovisno o gradu ili kantonu manje ili više tolerira. Revizija zakona opojnih droga nije od tada održana.

## Vanjske poveznice
- Online Coffeeshop Database (engl.)
- Coffeeshops Guide - The Coffeeshops Information on the Net (engl.)